# Шандор, Дьёрдь (футболист)
Дьёрдь Ша́ндор (венг. Sándor György; род. 20 марта 1984, Ужгород) — венгерский футболист, полузащитник. Провёл более ста матчей в чемпионате Венгрии за клубы «Уйпешт» и «Видеотон», а также выступал за национальную сборную Венгрии.

## Клубная карьера
Во взрослом футболе дебютировал в 2003 году выступлениями за команду клуба «Уйпешт», в которой провёл один сезон, приняв участие только в 7 матчах чемпионата, в которых забил два гола.
Летом 2004 года перешёл в «Дьёр», но проведя всего год, по завершении сезона вернулся в родной «Уйпешт». В этот раз отыграл за клуб из Будапешта следующие два с половиной сезона своей игровой карьеры. Большую часть времени, проведённого в составе «Уйпешта», был основным игроком команды.
24 января 2008 года был взят в аренду клубом английского Чемпионшипа «Плимут Аргайл», но так и не проведя за «пилигримов» ни одного матча, 23 апреля вернулся в «Уйпешт».
В январе 2009 года снова был отдан в аренду, на этот раз в болгарский «Литекс», за который выступал до конца сезона, помог клубу выиграть Кубок Болгарии.
Летом 2009 года заключил контракт с клубом «Видеотон», в составе которого 2011 стал чемпионом Венгрии и обладателем национального суперкубка. В следующем году вместе с командой снова выиграл суперкубок, а также стал обладателем кубка венгерской лиги. Играя в составе «Видеотона» также в большинстве своём выходил на поле в основном составе команды.
9 января 2013 года на правах аренды перешёл в саудовский «Аль-Иттихад», которому помог выиграть Саудовский кубок чемпионов, после чего летом вернулся в «Видеотон». Пока успел отыграть за клуб из Секешфехервара 108 матчей в национальном чемпионате, в которых забил 15 голов.

## Выступления за сборную
15 ноября 2006 года дебютировал в официальных матчах в составе национальной сборной Венгрии в товарищеской игре со сборной Канады, завершившейся победой европейцев со счётом 1:0, а Шандор провёл на поле 72 минуты, после чего был заменён. Провёл в форме главной команды страны 9 матчей.

## Достижения
- Чемпион Венгрии : 2010/11, 2014/15
- Финалист Кубка Венгрии : 2010/11, 2014/15
- Обладатель Суперкубка Венгрии : 2011, 2012
- Обладатель Кубка венгерской лиги : 2011/12
- Обладатель Королевского кубка Саудовской Аравии : 2012/13

## Личная жизнь
Родился в семье футбольного тренера Иштвана Дьёрдьевича Шандора. Имеет младшего брата Иштвана (род. 1986), также футболиста.

## Запрет въезда на территорию Украины
В 2018 году был внесён в базу сайта «Миротворец», за участие в чемпионате мира по футболу среди непризнанных государств в составе сборной Закарпатья. 26 июня 2018 года СБУ запретила футболисту въезд на территорию Украины из-за выступлений за команду